# 阿克謝希爾

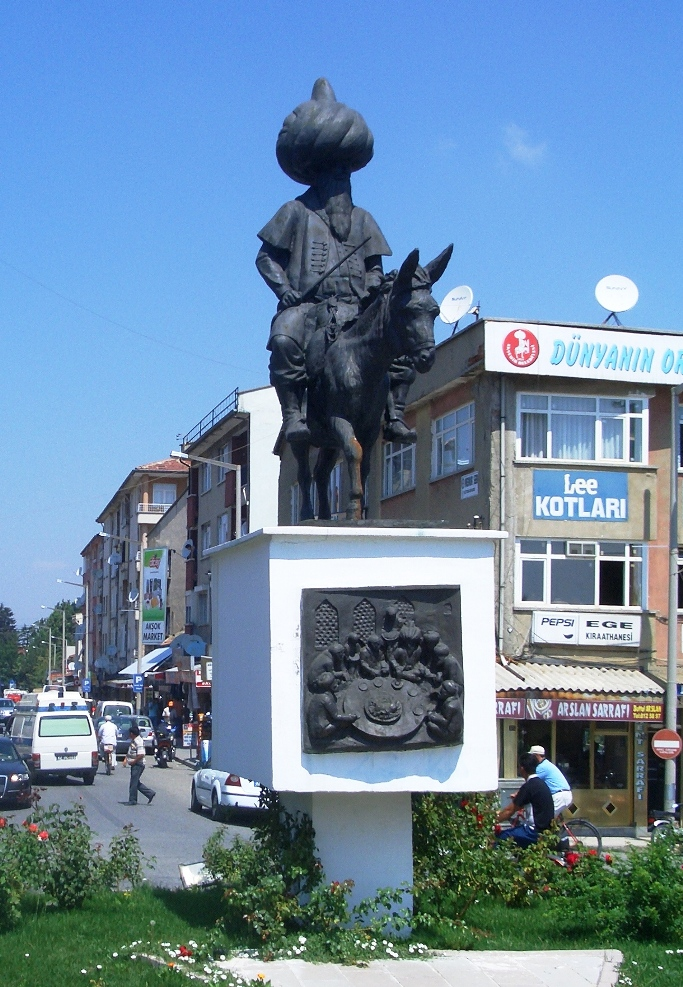
阿克謝希爾

阿克謝希爾（土耳其語：Akşehir）古稱菲羅梅隆，是土耳其的城鎮，由科尼亞省負責管轄，位於該國南部，面積816平方公里，海拔高度1,025米，每年平均降雨量605毫米，2008年人口60,765。

## 外部連結
- District governor's official website （页面存档备份，存于） （土耳其文）
- District municipality's official website （页面存档备份，存于） （土耳其文）

38°21′27″N 31°24′59″E / 38.35750°N 31.41639°E